# National Cemetery (métro de Daejeon)
National Cemetery  (hangeul : 현충원 ; hanja : 顯忠院, littéralement en français : « Cimetière national ») est une station de passage de la ligne 1 du métro de Daejeon. Elle est située au 455, Hyeonchungwon-ro,  quartier Guam-dong dans l'arrondissement Yuseong-gu de la ville de Daejeon en Corée du Sud.
Ouverte en 2007, la station est desservie par les rames qui circulent sur la ligne 1 (service omnibus).

## Situation sur le réseau

Plan du réseau (2017)

La station établie en souterrain, National Cemetery est une station de passage de la Ligne 1 du métro de Daejeon : elle est située entre la station World Cup Stadium, en direction du terminus nord-ouest Banseok, et la station Guam, en direction du terminus sud-est Panam,.

## Histoire
La station National Cemetery est mise en service le 17 avril 2007, lors de l'ouverture à l'exploitation de la deuxième section de la ligne 1 du métro de Daejeon entre Government Complex, Daejeon et Banseok, le nouveau terminus nord-ouest de la ligne,.

## Services aux voyageurs

### Accès et accueil
La station est située au 455 Hyeonchungwon-ro, dans le quartier Guam-dong. Quatre bouches, numérotées de 1 à 4 font le lien, entre entre la surface et les deux niveaux en sous-sol, par l'intermédiaire d'escaliers, d'escaliers mécaniques (8) et d'ascenseurs (4). Comme toutes les stations elle dispose d'une billetterie avec des automates distincts selon le service. La station est accessible aux personnes à la mobilité réduite.

### Desserte

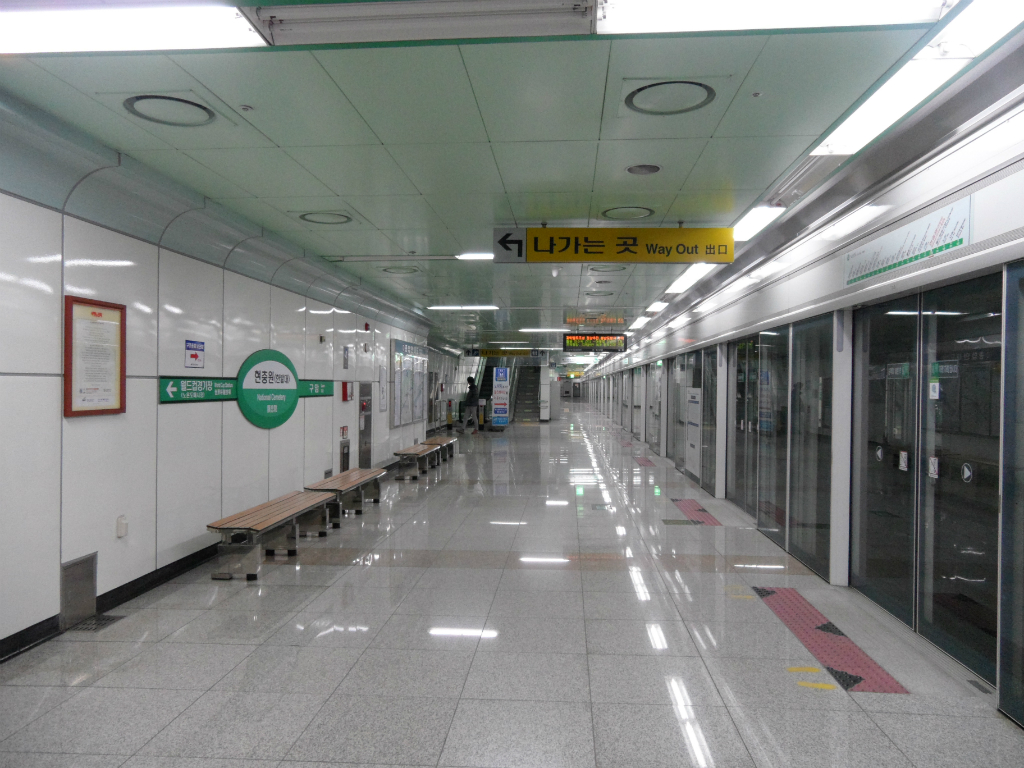
Quai de la station, en 2013.

Yuseong Spa est desservie par les rames qui circulent sur la ligne 1 (service omnibus). Les quais sont équipés de portes palières.

### Intermodalité
La station dispose d'un local à vélos. Des arrêts de bus sont situés à proximité.